# Pechsieder
Pechsieder, auch Pechbrenner, mittelalterlich auch bëcher oder bëcherer, gewannen durch die Trennung von Harz oder Holzteer von Nadelbäumen (Kiefern und Fichten) mittels Erhitzen oder Destillieren von den flüchtigen Bestandteilen und vom Wasser Pech. Der dunkelfarbige Stoff diente diversen Zwecken wie u. a. zum Auspichen von Bierfässern (Pichpech), zur Herstellung von Terpentinöl, Heilsalben, Wagenschmiere, Leder- und Schuhpasten oder zum Kalfatern von Schiffsrümpfen (Schiffspech).
Besonders in deutschen Wäldern wurde der dazumal wichtige Handelsgegenstand in den Pechhütten gewonnen.
In Österreich ist der Pechbrenner eine Person, die aus Schwarzkiefern Harz gewinnt; siehe Pecherei.